# Дубровицкий сельский округ (Московская область)
Дубровицкий сельский округ — упразднённая административно-территориальная единица, существовавшая на территории Подольского района Московской области в 1994—2006 годах.
Кутьинский сельсовет был образован в первые годы советской власти. По данным 1919 года он входил в состав Дубровицкой волости Подольского уезда Московской губернии.
В 1926 году Кутьинский с/с включал деревни Акишово, Данилово, Жарково, Кутьино, Наумово и Симаково, а также Даниловскую фабрику.
В 1929 году Кутьинский сельсовет вошёл в состав Подольского района Московского округа Московской области. При этом к нему был присоединён Поливановский с/с.
14 июня 1954 года к Кутьинскому с/с был присоединён Лемешовский с/с.
1 февраля 1958 года из Кутьинского с/с в Песьевский сельсовет было передано селение Щапово.
1 февраля 1963 года Подольский район был упразднён и Кутьинский с/с вошёл в Ленинский сельский район. При этом селения Беляево и Федчищево Кутьинского с/с вошли в черту города Подольска. 11 января 1965 года Кутьинский с/с был возвращён в восстановленный Подольский район.
21 июня 1976 года центр Кутьинского с/с был перенесён в селение Дубровицы, а сам сельсовет переименован в Дубровицкий сельсовет.
30 мая 1978 года в Дубровицком с/с было упразднено селение Гончарка.
3 февраля 1994 года Дубровицкий с/с был преобразован в Дубровицкий сельский округ.
18 мая 2002 года из Щаповского с/о в Дубровицкий был передан посёлок Октябрьский Мост, присоединённый при этом к посёлку Кузнечики.
В ходе муниципальной реформы 2004—2005 годов Дубровицкий сельский округ прекратил своё существование как муниципальная единица. При этом все его населённые пункты были переданы в сельское поселение Дубровицкое.
29 ноября 2006 года Дубровицкий сельский округ исключён из учётных данных административно-территориальных и территориальных единиц Московской области.